# Ерспид AS 6 Envoy
Ерспид AS 6 Envoy је британски двомоторни, вишеседи, нискокрилни авион са затвореном кабином, који се користио као путнички, лаки транспортни авион и авион за везу. Користио се у периоду уочи у току и непосредно после Другог светског рата..

## Пројектовање и развој
Први лет је обављен 26. јуна 1934. године. У јулу 1934. авион је први пут представљена јавности на изложби Друштва британског ваздухопловства. Пројектанти авиона су били  Nevil Shute Norway и Arthur Hessell Tiltman.  

### Технички опис
Авион Ерспид AS 6 Envoy је двомоторни вишеседи авион конзолни самоносећи нискокрилац мешовите конструкције.
Носећа конструкција трупа је направљена као дрвена конструкција. Предњи део авиона кокпит и путничка кабина су обложени дрвеном лепенком а остали делови трупа су обложени импрегнираним платном. Кокпит и кабина су опремљени великим стакленим прозорима што омогућава пилоту и путницима лепу прегледност. Пилотска кабина је поред тога имала и стаклени кров. Врата се налазе на левој страни авиона и она су заједничка за путнике и пилота. Кабина авиона је била опремљена свим потребним инструментима за контролу лета авиона као и за рад мотора
За погон овог авиона су коришћени клипни радијални ваздухом хлађени мотори са седам или девет цилиндара смештени на крила авиона: Wolseley AR9, Wright R-760-E2 Whirlwind, Walter Castor, Wolseley Sckorpio I, Wolseley Aries III и Armstrong Siddeley Cheetah IX. На вратилима ових мотора су обично уграђиване дрвене двокраке елисе фиксног корака. Резервоари за уље су се налазили у горњим половинама гондола иза самог мотора. Носачи мотора су били челична конструкција а облоге мотора од алуминијумског лима.
Крила авиона AS 6 Envoy су са две рамењаче кутијастог типа. Конструкција је дрвена а облога делимично од дрвене лепенке а делом од импрегнираног платна. Облик крила је једнакокраки трапез који се завршавао полукружно, а оса крила је управна на осу трупа авиона. У унутрашњости крила између трупа и мотора су се налазили резервоари за гориво. У крила су са предње страна уграђени фарови за слетање а на крајевима крила се налазе позициона светла.
Реп авиона се састоји од једног вертикалног стабилизатора и кормила правца и два хоризонтална стабилизатора који су причвршћена за труп авиона са кормилима дубине. Носеће конструкције овог дела авиона су дрвене а облога је од импрегнираног платна. Управљачке површине кормило правца и кормило дубине су металне конструкције обложене такође импрегнираним платном. Облици свих стабилизатора заједно са кормилима су троугласти.
Стајни трап му је класичан, имао је две предње ноге са нископритисним гумама, предњи точкови су се уз помоћ хидрауличног уређаја увлачили у носаче мотора у току лета, а задњи само усмеравајући који се у току лета није увлачио у труп авиона се налази на репу авиона. С обзиром да у гондоли мотора није било доста простора за смештај точка они су у увученом стању вирили изван облоге мотора.

## Верзије
- AS.6 Envoy - са моторима Wolseley AR9 снаге од по 200-KS (149 kW). направљено је 5 авиона.
- AS.6A Envoy - са моторима Armstrong Siddeley Ris IVC снаге од по 240-KS (179 kW). направљено је 5 авиона.
- AS.6D Envoy - са моторима Wright R-760-E2 Whirlwind снаге од по 350-KS (261 kW).
- AS.6E Envoy - са моторима Walter Castor снаге од по 340-KS (254 kW). направљено је 5 авиона.
- AS.6G - са моторима Wolseley Sckorpio I снаге од по 250-KS (186 kW).
- AS.6H Envoy - са моторима Wolseley Aries III снаге од по 225-KS (168 kW). направљен је 1 авион.
- AS.6J Envoy – Лаки транспортни авион са 7 седишта и са моторима Armstrong Siddeley Cheetah IX снаге од по 350- (261 ). направљено је 27 авиона.
- AS.6JC Envoy - са моторима Armstrong Siddeley Cheetah IX снаге од по 350- (261 ). направљено је 4 авиона.
- AS.6JM Envoy - са моторима Armstrong Siddeley Cheetah IX снаге од по 350- (261 ). направљено је 3 авиона.

## Оперативно коришћење
Пре Другог светског рата авион Ерспид AS 6 Envoy се користио као путнички авион у Аустралији, Енглеској, Чехословачкој и Јапану. У Јапану се овај авион производио и на основу лиценце коју је купио Мицубиши. Поред тога коришћен је и као приватни и пословни авион. Енглески краљ Џорџ IV је 1937. године овај авион због својих добрих особина уврстио у краљевску флоту.
Поред овога и поједина ратна ваздухопловства су користила овај авион као путничко транспортни авион у мирнодопским условима.
Прву ратну примену овај авион је доживео у шпанском грађанском рату где су обе стране имале ове авионе. Коришћен је као транспортни авион, извиђач и лаки бомбардер. У току Другог светског рата авион се користио и као школски авион за припрему пилота за лет на бомбардерима, затим као лаки бомбардер и извиђачки авион. У војној конфигурацији посаду авиона Ерспид AS 6 Envoy су сачињавали пилот, навигатор, радио оператер и нишанџија. На основу ових искустава направљен је нови авион Ерспид AS 10 Оксворд.
После рата преостали авиони типа Ерспид AS 6 Envoy су се користиле све до 1950. године.

## Земље које су користиле овај авион
| - Чехословачка - Аустралија - Нацистичка Немачка - Јужна Африка - Јапан - Шпанија | - Кина - Независна Држава Хрватска - Велика Британија - Finska - Slovačka |